# Albiert Makaszow
Albiert Michajłowicz Makaszow (ros. Альберт Миха́йлович Макашо́в, ur. 12 czerwca 1938 we wsi Lewaja Rossosz w obwodzie woroneskim) – radziecki dowódca wojskowy, generał major, rosyjski polityk. Kandydat w wyborach prezydenckich w Rosji w 1991 roku

## Życiorys
W siłach zbrojnych ZSRR służył od 1950 do 1991. Skończył szkołę wojskową w Woroneżu, później w 1960 wyższą ogólnowojskową szkołę dowódczą w Taszkencie. Ukończył ze złotym medalem Akademię Wojskową im. Frunzego i Akademię Sztabu Generalnego Sił Zbrojnych ZSRR im. Woroszyłowa. I zastępca dowódcy armii, dowódca 20 Ogólnowojskowej Armii Grupy Wojsk Radzieckich w Niemczech, I zastępca dowódcy wojsk Karpackiego Okręgu Wojskowego, od 1979 generał major. Od stycznia do września 1989 dowódca wojsk Uralskiego Okręgu Wojskowego, od września 1989 do września 1991 dowódca wojsk Nadwołżańsko-Uralskiego Okręgu Wojskowego, we wrześniu 1991 usunięty ze stanowiska z powodu poparcia puczu Janajewa, w październiku 1991 zwolniony z armii.
23–24 listopada 1991 na zjeździe założycielskim Rosyjskiej Komunistycznej Partii Robotniczej został wybrany członkiem jej KC, a w styczniu 1992 na pierwszym plenum KC RKPR został członkiem Biura Organizacyjnego KC tej partii. Od października 1992 członek Komitetu Organizacyjnego Frontu Ocalenia Narodowego i jeden z 9 współprzewodniczących tej partii. 13–14 lutego 1993 brał udział w II Zjeździe KPFR, na którym został wybrany członkiem jej Centralnego Komitetu Wykonawczego. 3 października 1993 podczas kryzysu konstytucyjnego w Rosji brał udział w szturmie na siedzibę mera Moskwy (dawną siedzibę RWPG) i szturmem na telecentrum "Ostankino". Następnego dnia został aresztowany, 26 lutego 1994 zwolniony na mocy amnestii. W grudniu 1995 i w grudniu 2003 wybrany deputowanym do Dumy Państwowej, członek frakcji KPFR.